# Bậc của mở rộng trường
Trong toán học, cụ thể hơn là trong lý thuyết trường, bậc của mở rộng trường là một thước đo thô "kích thước" của mở rộng trường. Khái niệm này đóng một vai trò quan trọng trong nhiều phần của toán học, bao gồm đại số trừu tượng và lý thuyết số — tại bất kỳ lĩnh vực nào mà các trường xuất hiện thường xuyên.

## Định nghĩa và ký hiệu
Giả sử E/F là một mở rộng trường. Khi đó E có thể được coi là một không gian vectơ trên F (trường vô hướng). Kích thước của không gian vector này được gọi là bậc của mở rộng trường, và được ký hiệu là [E:F].
Bậc mở rộng trường có thể là hữu hạn hoặc vô hạn,và trường mở rộng sẽ được gọi là mở rộng hữu hạn hoặc mở rộng vô hạn tương ứng. Một trường mở rộng E/F cũng thỉnh thoảng được gọi là hữu hạn nếu nó là một mở rộng hữu hạn; điều này không nên được nhầm lẫn với các trường tự nó là trường hữu hạn (trường với một số hữu hạn các phần tử).